# Mark Elrick
Mark Elrick (* 7. April 1967 in Auckland) ist ein neuseeländischer Fußballnationalspieler und -trainer sowie Sportkommentator.
Elrick spielte als Mittelstürmer für die Clubs North Shore United, Central United und The Football Kingz in Neuseeland. Er wurde 1995 in die neuseeländische Nationalmannschaft berufen und spielte dort bis 2000. Insgesamt bestritt er für Neuseeland 30 Partien und erzielte dabei vier Tore. Danach war Elrick Spielertrainer bei Onehunga Sports und ist nun Sportkommentator bei SKY TV in Neuseeland.
Derzeit ist Mark Elrick Sprecher von North Shore United sowie der Kooperation zwischen North Shore United und Takapuna AFC.